# Jessica Andersson
Jessica Elisabeth Andersson, właśc. Jessica Arvidsson (ur. 27 października 1973 w Spåndze w Sztokholmie) – szwedzka piosenkarka, wokalistka zespołu Fame w latach 2002–2006, reprezentantka Szwecji w 48. Konkursie Piosenki Eurowizji w 2003 roku.

## Kariera muzyczna

### 2002:Fame Factory
Jessica Andersson rozpoczęła swoją karierę muzyczną w 2002 roku, kiedy to wzięła udział w programie Fame Factory, będącego szwedzką wersją formatu Star Academy (w Polsce znanym jako Fabryka Gwiazd). Po finale konkursu, w którym zajęła drugie miejsce, jej menedżer Bert Karlsson zaproponował jej stworzenie duetu ze zwycięzcą programu, Magnusem Bäcklundem, czego efektem było powstanie duetu Fame.

### 2003–2006: Fame i Konkurs Piosenki Eurowizji
W 2003 roku para wzięła udział w krajowych eliminacjach eurowizyjnych Melodifestivalen, do których zgłosiła się z utworem „Give Me Your Love”. 15 marca wygrali finał selekcji po zdobyciu największego poparcia telewidzów i jurorów, dzięki czemu zostali wybrani na reprezentantów Szwecji w 48. Konkursie Piosenki Eurowizji organizowanym w Rydze. 24 maja wystąpili w finale konkursu i zajęli w nim piąte miejsce ze 107 punktami na koncie. W tym samym roku wydali swoją debiutancką płytę zatytułowaną Give Me Your Love. W 2003 roku Andersson została okrzyknięta „najseksowniejszą kobietą Szwecji”.
W 2004 roku razem z Bäcklundem ponownie wystartowała w krajowych eliminacjach eurowizyjnych Melodifestivalen, tym razem z utworem „Vindarna vänder oss”, z którym para zajęła ostatecznie szóste miejsce w finale. W 2006 roku oboje zdecydowali się na zakończenie współpracy i rozpoczęcie karier solowych.

### 2006–2008:MelodifestivaleniLittle Shop of Horrors

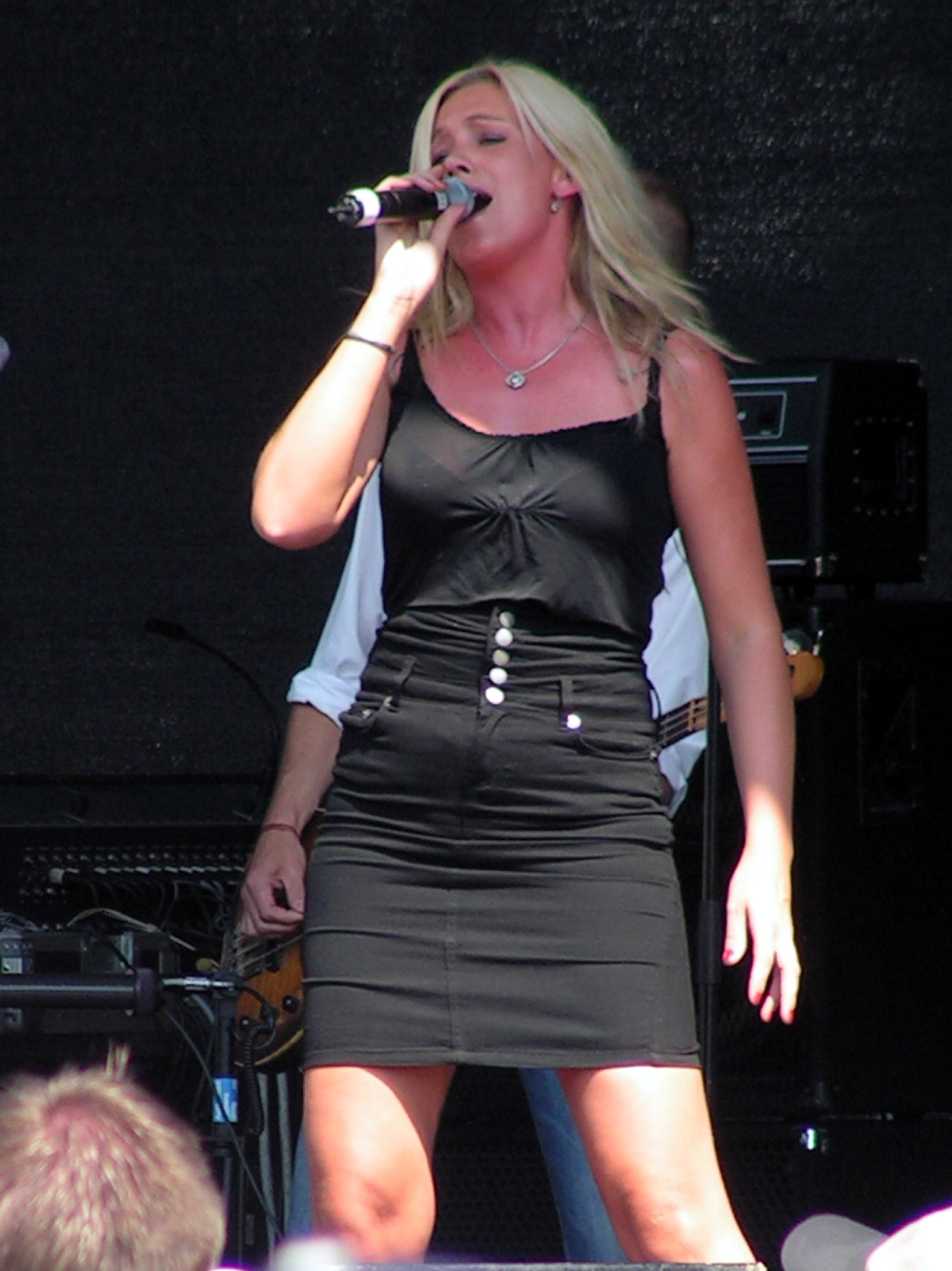
Andersson podczas koncertu, czerwiec 2010

W 2006 roku Andersson wzięła udział w eliminacjach eurowizyjnych Melodifestivalen, do których zgłosiła się z piosenką „Kalla nätter”. 4 marca wystąpiła w trzecim półfinale selekcji i zajęła w nim piąte miejsce, przez co nie zakwalifikowała się do finału. W tym samym roku wydała kolejny singiel – „Du får för dig att du förför mig”.
W 2007 roku po raz kolejny wystartowała w krajowych selekcjach eurowizyjnych, tym razem z utworem „Kom”. 10 lutego zaśpiewała go w drugim koncercie półfinałowym i z czwartego miejsca awansowała do rundy dogrywkowej, w której zajęła ostatecznie czwarte miejsce, nie zdobywając awansu do finału. W latach 2007-08 piosenkarka grała główną rolę żeńską w musicalu Little Shop of Horrors wystawianym w teatrze Halmstad. Za swoją grę otrzymała nagrodę „Złotej Maski”.
W 2008 roku została umieszczona na „Trollhättans Park of Fame”.

### 2009–2011:Wake Up
11 listopada 2009 roku ukazała się debiutancka płyta studyjna Andersson zatytułowana Wake Up, która promowana była przez singiel o tym samym tytule.
W 2010 roku piosenkarka ponownie wzięła udział w eliminacjach eurowizyjnych, tym razem z piosenką „I Did It for Love”. 6 lutego zaśpiewała ją w pierwszym półfinale selekcji i z trzeciego miejsca awansowała do rundy dogrywkowej, którą wygrała, zapewniając sobie udział w stawce finałowej. W finale organizowanym 13 marca zajęła ostatecznie ósme miejsce na dziesięciu uczestników.
Od 7 stycznia do 25 marca 2011 roku brała udział w szóstej edycji programu Let’s Dance będącej szwedzką wersją formatu Dancing with the Stars. Jej partnerem tanecznym został Kristjan Lootus, z którym ostatecznie wygrała finał konkursu. W lipcu tego samego roku wydała swój nowy singiel – „Precis där du hör hemma”.

### Od 2013:40.14.4iPerfect Now

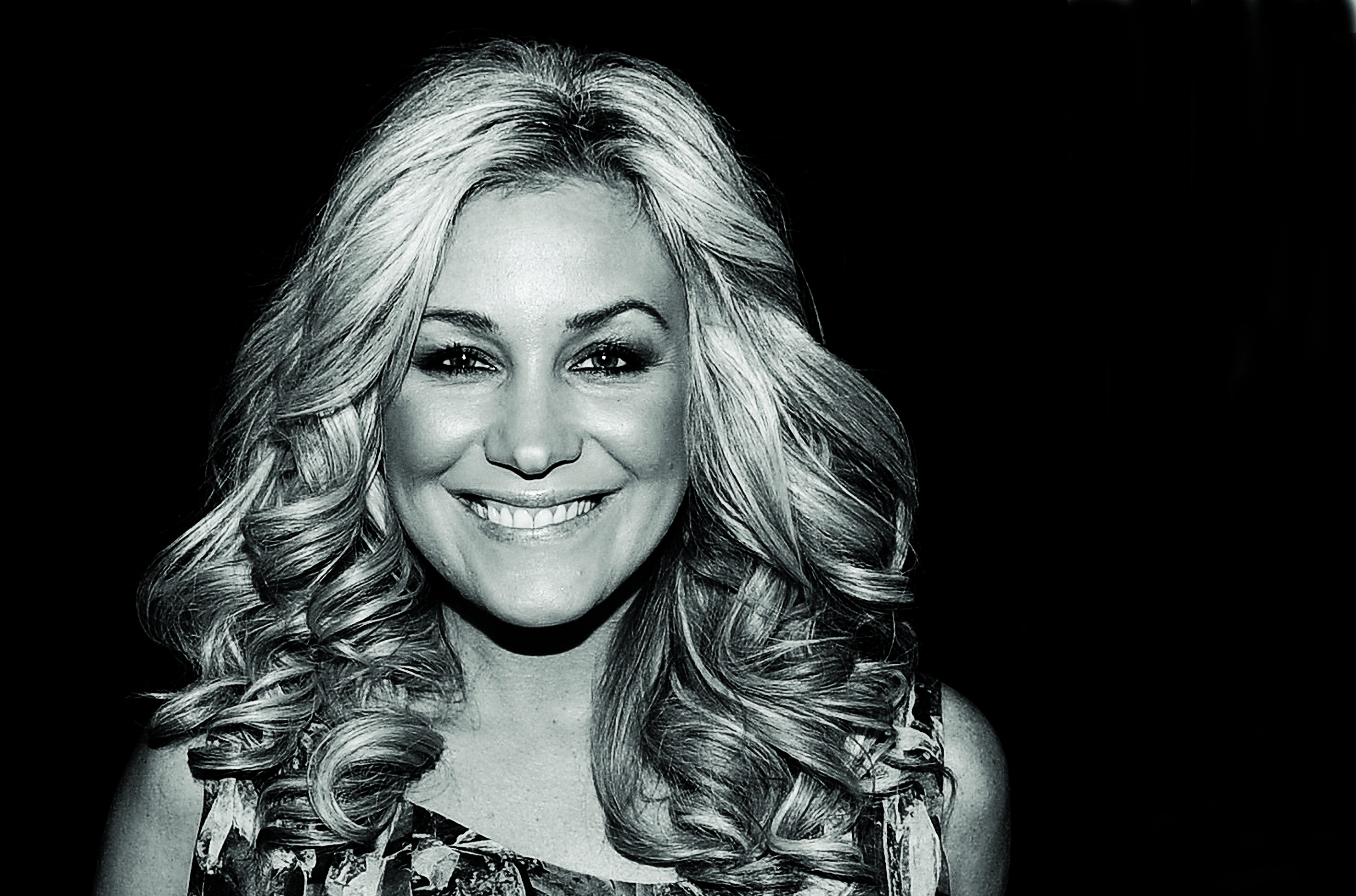
Jessica Andersson, 2012

W 2013 roku ukazała się jej druga płyta studyjna zatytułowana 40.14.4. Album promowany był przez single „Septembermorgon” i „Aldrig, Aldrig”.
We wrześniu tego samego roku wydała swój kolejny singiel – „Ingen kan älska som vi”.
W 2015 roku po raz kolejny wzięła udział w krajowych eliminacjach eurowizyjnych Melodifestivalen, do których zgłosiła się z utworem „Can’t Hurt Me Now”. 7 lutego wystąpiła w pierwszym półfinale selekcji i z drugiego miejsca awansowała do finału, w którym zajęła ostatecznie przedostatnie, jedenaste miejsce. 29 kwietnia wydała trzeci album studyjny, zatytułowany Perfect Now, który promowany był m.in. przez singiel „Can’t Hurt Me Now”.
Na początku grudnia 2020 została ogłoszona uczestniczką Melodifestivalen 2021 z piosenką „Horizon”.

### Życie prywatne
W latach 1994–1996 była żoną Rickarda Anderssona. W 2002 roku spotykała się z muzykiem Jonasem Erixonem, któremu w październiku tego samego roku urodziła syna Liama.

## Dyskografia

### Albumy studyjne

#### Solowe
- Wake Up (2009)
- 40.14.4 (2013)
- Perfect Now (2015)

#### Wydane z Fame
- Give Me Your Love (2003)